# Royal Rumble (1995)
Royal Rumble (1995) — девятое в истории рестлинг-шоу Royal Rumble, организованное World Wrestling Federation (WWF, ныне WWE). Оно состоялось 22 января 1995 года Тампе, Флорида в «Ю-си-эф Сан Доум».
Главным событием стал матч «Королевская битва» 1995 года, который выиграл Шон Майклз, войдя в матч первым. Это был первый случай, когда первый участник выиграл матч и новый борец вступал в матч каждые 60 секунд.

## Результаты
| №  | Матч                                                                       | Тип матча                                                  | Время |
| -- | -------------------------------------------------------------------------- | ---------------------------------------------------------- | ----- |
| 1D | Бак Куотермэйн победил Бруклинского Хулигана                               | Одиночный матч                                             | —     |
| 2  | Джефф Джарретт (с Роуди) победил Рейзора Рамона                            | Одиночный матч за титул интерконтинентального чемпиона WWF | 18:03 |
| 3  | Гробовщик (с Полом Берером) победил Ирвина Р. Шистера (с Тедом Дибиаси)    | Одиночный матч                                             | 12:20 |
| 4  | Матч между Дизелем против Брета «Хитмана» Харта закончился ничёй           | Одиночный матч за титул чемпиона WWF                       | 27:18 |
| 5  | Боб Холли и 1-2-3 Кид победили Татанку и Бам Бам Бигелоу (с Тедом Дибиаси) | Командный матч за вакантные титулы командных чемпионов WWF | 15:45 |
| 6  | Шон Майклз выиграл «Королевскую битву»                                     | Матч «Королевская битва» 30-ти рестлеров                   | 39:39 |

### Матч «Королевская битва»
Рестлеры выходили каждую минуту.
Время указано с момента окончания обратного отчета, а не фактическое нахождение на ринге. Так например Мо на ринге провел всего 4 секунды, а остальное время заняло на выход.
Так же при выходе Оуэн Харт и Боб Бэклунд были атакованы Брет Хартом и на ринге провели на 1 минуту меньше каждый.
| Рестлер | Рестлер            | Кем выбит | Кем выбит               | Время |
| ------- | ------------------ | --------- | ----------------------- | ----- |
| 1       | Шон Майклз         | -         | ПОБЕДИТЕЛЬ              | 38:40 |
| 2       | Британский бульдог | 29        | Шоном Майклзом          | 38:39 |
| 3       | Эли Блю            | 9         | Сионом (вместе с ним)   | 10:09 |
| 4       | Дюк Дрос           | 3         | Шоном Майклзом          | 8:18  |
| 5       | Джимми Дель Рэй    | 1         | Британским Бульдогом    | 1:30  |
| 6       | Сион               | 10        | Эли Блю (вместе с ним)  | 7:09  |
| 7       | Том Причард        | 6         | Шоном Майклзом          | 5:36  |
| 8       | Клоун Доинк        | 7         | Квангом                 | 5:00  |
| 9       | Кванг              | 8         | Сионом                  | 4:04  |
| 10      | Рик Мартел         | 5         | Сионом                  | 2:35  |
| 11      | Оуэн Харт          | 2         | Британским бульдогом    | 1:07  |
| 12      | Тимоти Велл        | 4         | Британским бульдогом    | 0:31  |
| 13      | Люк Уильямс        | 11        | Шоном Майклзом          | 0:23  |
| 14      | Джейкоб Блю        | 12        | Шоном Майклзом          | 0:22  |
| 15      | Кинг-Конг Банди    | 14        | Мэйбелом                | 3:17  |
| 16      | Мо                 | 13        | Кинг Конгом Банди       | 0:09  |
| 17      | Мейбел             | 16        | Лексом Лагером          | 2:16  |
| 18      | Бутч Миллер        | 15        | Шоном Майклзом          | 0:31  |
| 19      | Лекс Люгер         | 27        | Шоном Майклзом          | 18:58 |
| 20      | Минотавр           | 18        | Лексом Лагером          | 9:40  |
| 21      | Альдо Монтойя      | 23        | Шоном Майклзом          | 13:24 |
| 22      | Генри Гудвин       | 26        | Лексом Лагером          | 14:44 |
| 23      | Билли Ганн         | 20        | Крашем и Диком Мурдоком | 7:27  |
| 24      | Барт Ганн          | 19        | Крашем и Диком Мурдоком | 6:26  |
| 25      | Боб Бэклунд        | 17        | Лексом Лагером          | 1:26  |
| 26      | Стивен Данн        | 21        | Альдо Монтойей          | 4:38  |
| 27      | Дик Мёрдок         | 25        | Генри О. Гудвиным       | 8:19  |
| 28      | Адам Бомб          | 22        | Крашем                  | 5:37  |
| 29      | Фату               | 24        | Крашем                  | 5:41  |
| 30      | Краш               | 28        | Британским бульдогом    | 9:03  |

## Остальные
| Комментаторы - Джерри «Король» Лоулер - Винс Макмэн Испанские комментаторы - Карлос Кабрера - Эд Трукко Судьи - Дэнни Дэвис - Джек Доан - Эрл Хебнер - Тим Уайт | Интервьюеры - Тодд Петтенджилл - Стефани Вианд Так же - Говард Финкель — Аннонсер |